# Next Time We Love
Next Time We Love is een film uit 1936 onder regie van Edward H. Griffith. De film is gebaseerd op een verhaal van Ursula Parrott.

## Verhaal
Cicely Tyler is een jongedame die niets liever wil dan een succesvolle carrière als actrice. Ze legt deze droom achter zich wanneer ze trouwt met de ambitieuze nieuwsverslaggever Christopher Tyler. Tommy Abbott is haar geheime aanbidder die moeilijk kan accepteren dat de vrouw van zijn dromen met iemand anders zal trouwen. Hij probeert haar perfecte huwelijk te dwarsbomen door haar een hoofdrol aan te bieden in een opkomend toneelstuk die opgevoerd zal worden op Broadway.
Ze besluit de rol te accepteren en zet haar carrière op de eerste plaats. Ook Christopher doet dit wanneer hij promotie maakt. Hoewel hij de stad zal moeten verlaten, is hij er toch van overtuigd dat dit de perfecte kans voor hem is. Hij laat zijn vrouw tijdelijk achter, maar keert terug wanneer hij ontdekt dat zij zwanger is. Deze plotselinge onderneming resulteert erin dat hij zijn baan verliest.

## Rolverdeling
| Acteur            | Personage         |
| ----------------- | ----------------- |
| Margaret Sullavan | Cicely Tyler      |
| James Stewart     | Christopher Tyler |
| Ray Milland       | Tommy Abbott      |
| Grant Mitchell    | Michel Jennings   |
| Anna Demetrio     | Madame Donato     |
| Robert McWade     | Frank Carteret    |
| Ronnie Cosby      | Kit (8 jaar)      |
| Hattie McDaniel   | Hanna             |